# Rimuš Asirski
Rrimuš ali Rimu[š] (klinopisno mri-mu-u[š])  je bil vladar Asirije ali morda samo dela Asirije okoli Ekallatuma. Omenjen je samo na različici Seznama asirskih kraljev. Bil je naslednik in morda potomec kralja Šamši-Adada I., vendar so povezave med njima nejasne. Vladal je sredi 18. stoletja pr. n. št.

## Življenje
Naslednikov Išme-Dagana I., ki ga je odstavil Hamurabi, ne omenjata niti Horsabadski niti Standardni seznam asirskih kraljev, ki je najstarejši in ohranjen v celoti. Fragmentiran seznam, znan kot KAV 14 (na sliki), omenja naslednje zaporedje vladarjev: Šamši-Adad, Išme-[Dagān], [Mu] t-Aškur in Rimu-˹x˺ in nato preskoči na 54. vladarja Šu-Ninuo. V manjkajočem delu seznama je morda dovolj prostora za vstavitev Rimuševega naslednika Rimuda (Asinum ?). Cela skupina vladarjev je zapisana v  odstavku, ki je od preostalega seznama ločen s preznima vrsticama, prvi trije vladarji pa so znani tudi iz drugih virov (Marijska korespondenca). Ker so slednji znani kot oče, sin in vnuk, se domneva, da z naslednjima dvema tvorijo dinastijo.
Dogodki, ki so povzročili propad dinastije, so znani iz samo enega napisa, v katerem se Puzur-Sin hvali, da je strmoglavil Asinumovega sina, katerega ime se ni ohranilo. Odstavljeni vladar bi lahko bil Rimuš, če je bil Asinum njegov naslednik, pa njegov vnuk. V cesarstvu so izbruhnili nemiri, v katerih je v zelo kratkem času vladalo kar sedem uzurpatorjev. 